# Francesca Balzani
Francesca Balzani (ur. 31 października 1966 w Genui) – włoska polityk, prawniczka i samorządowiec, deputowana do Parlamentu Europejskiego VII kadencji.

## Życiorys
Z wykształcenia prawniczka, praktykowała od lat 90. w wyuczonym zawodzie. W 2005 została powołana w skład rady fundacji Banca Carige (największego banku Ligurii). W 2007 objęła stanowisko asesora ds. budżetu w zarządzie miasta Genua.
W wyborach w 2009 z listy Partii Demokratycznej uzyskała mandat posłanki do Parlamentu Europejskiego VII kadencji. Przystąpiła do grupy Postępowego Sojuszu Socjalistów i Demokratów, a także Komisji Budżetowej. W 2015 została zastępcą burmistrza Mediolanu, pełniła tę funkcję do 2016.